# Programa d'Intercanvi de Joves de Rotary
El Programa d'Intercanvi de Joves de Rotary, també conegut com (RYE) és el programa d'intercanvi d'estudiants de Rotary International per a estudiants d'educació secundària. Des de 1929, Rotary International ha enviat joves de tot arreu del món per conèixer altres cultures. Actualment, més de 9,000 estudiants són patrocinats pels clubs Rotary cada any.

## El Programa
El Club Rotary de Copenhaguen, Dinamarca va realitzar el primer intercanvi l'any de 1929. El programa d'Intercanvi de Joves va començar a Europa i s'ha expandit al llarg del món. Comunament, intercambistas són enviats a altres països per un període d'un any, permetent-los experimentar amb altres cultures i llenguatges (regularment) diferents als del seu país d'origen. Els estudiants en general conviuen amb diverses famílies amfitriones durant la seva estada i s'espera que ajudin amb les labors de la llar i també han d'assistir a una escola al seu país amfitrió. El nombre de famílies amb les quals conviuen pot variar d'1 a 4 famílies, però regularment són 3.

### Els Rotaris
Els Rotaris que participen en el programa d'Intercanvi de Joves són voluntaris. Molts Rotaris estan activament involucrats amb les feines del programa com són la selecció dels estudiants, formes d'immigració, organitzar esdeveniments pels intercambistes, proveir les famílies amfitriones i en general ajudar els intercambistes. Cadascun dels intercambistes ha de ser patrocinat per un Club Rotary i un Districte del seu país, i ha de ser afavorit per un Club Rotary i un districte al seu país amfitrió. La majoria dels districtes tenen un lloc de la divisió del programa d'intercanvi de joves i alguns fins i tot un comitè únicament per a aquest fi. Cada Club Rotary que rep un intercambista ha de proveir-ho d'un conseller qui s'encarregarà d'estar pendent de les necessitats dels intercambistes. Alguns districtes són més actius que uns altres i cada any envien molts estudiants d'intercanvi, uns altres són menys actius i manen menys.

### Esdeveniments
Els esdeveniments en els quals participen els estudiants d'intercanvi varien segons en país i el districte, generalment els intercambistas tenen oportunitat de conèixer diferents llocs al país amfitrió i algunes vegades (especialment als països europeus) de visitar altres països. La majoria dels districtes orgnizan viatges pels intercambistes que reben com anar de finalització de setmana a ciutats properes, viatges dins del país que poden durar diverses setmanes i molts dels intercambistes a Europa tenen l'oportunitat de participar en Eurotours. No obstant això, com la majoria dels programes d'intercanvi, l'objectiu principal del programa d'Intercanvi de Joves és l'intercanvi acadèmic i cultural.

### Blazers
Actualment, els estudiants del programa d'Intercanvi de Joves són fàcilment reconeixibles pel seu Blazer. Generalment el color del Blazer és blau marí però també pot ser un altre colors com a verd fosc, vermell, negre o cafè. El color del Blazer en general depèn del país o la regió a la qual l'estudiant pertanyi. És tradició que els estudiants cobreixin els seus blazers amb pins i altres adorns que han intercanviat amb altres estudiants o que han comprat en llocs que han visitat com a prova de la seva estada a l'estranger. Generalment els intercambistes porten amb si una sèrie de pins amb dissenys regionals per intercanviar amb altres estudiants.
Colors usats típica ment per país:
- Alemanya - Negre
- Argentina - Blau marí
- Austràlia - Verd
- Bèlgica - Blau marí
- Bermuda - Negre
- Bolívia - Blau marí
- Brasil - Blau
- Canadà - Vermell/Negre/Blau
- Xile - Blau marí
- Colòmbia - Blau marí
- Dinamarca - Blau marí
- Equador - Blau marí
- Eslovàquia - Blau marí
- Estats Units - Blau marí
- Finlàndia - Blau clar
- França - Blau marí/clar
- Hongria - Blau marí
- Japó - Blau marí
- Corea del Sud - Blau marí
- Mèxic - Blau marí/Verd/Rojo
- Països Baixos - Blau marí
- Noruega - Blau marí
- Nova Zelanda - Negre
- Perú - Blau
- Sud-àfrica - Verd
- Suècia - Blau marí
- Suïssa - Negre
- Taiwan - Blau marí
- Tailàndia - Blau marí/Negre
- Turquia - Negre
- Veneçuela - Blau marí
- Zimbabue - Negre

## Sol·licitud i Introducció

### Sol·licitud
El procés de selecció pot variar per a cada districte i país però la majoria dels estudiants que desitgen participar comencen per acudir a un Club Rotary prop de la seva localitat. Generalment els aplicantes són entrevistats per un membre del club i si el Club decideix recolzar-ho, haurà de seguir un llarg procés de tràmits. La sol·licitud consisteix en 12-15 pàgines, almenys 4 còpies exactes de tots els documents i signat amb tinta blava. En la sol·licitud es demana informació general, historial mèdic i dental, recomanacions, qualificacions dels últims 2 anys i es demana contestar algunes preguntes personals.
És probable que els aspirants hagin de ser entrevistats de nou a nivell districte abans de ser triat. En alguns districtes es compta amb pocs espais i el procés de selecció pot ser més minuciós, en canvi en altres districtes hi ha més vacants que aspirants i és possible que tots els aspirants siguin triats si així ho desitgen.
Aquest programa és ideal per a aquells que busquen aprendre altres idiomes, conèixer una cultura diferent i ser un ambaixador del seu país. Aquest programa està dirigit a estudiants amb iniciativa, amistosos i extrovertidos, afectuosos i intel·ligents. Els intercambistas conviuen amb diferents famílies mes no com a hostes sinó que s'espera que es converteixin en membres de la família amfitriona.
Si l'aspirant és acceptat al programa, el comitè del programa d'Intercanvi de Joves li assignarà un país on s'enviarà la informació de la seva sol·licitud. L'estudiant pot ser o no acceptat al país de la seva primera opció, per la qual cosa aquells estudiants que desitgin anar a un país en particular potser hagin de buscar altres programes d'intercanvi. El comitè de selecció prendrà en compte diversos aspectes en triar els països amfitrions com són els països en els quals l'estudiant té interès, els idiomes que domina, el nombre d'estudiants que volen anar a un país, i el país que els Rotarios considerin és el més apropiat per a l'estudiant. Una altra forma per la qual els Rotarios decideixen les destinacions és per mitjà d'un examen.
Després que el districte amfitrió rep la informació de l'estudiant, a aquest se li assignarà un Club Rotario amfitrió, el qual prepararà un nombre de famílies amfitriones i una escola per a l'estudiant que rebran. El Club Rotario amfitrió també s'encarregarà de preparar els documents necesariós per obtenir una visa d'estudiant.

### Orientació
Abans d'anar al país amfitrió, la majoria dels districtes organitzen reunions d'orientació per als estudiants d'intercanvi. Aquestes reunions inclouen pláticas i activitats dissenyades per preparar els estudiants d'intercanvi. Alguns dels temes que s'inclouen en aquestes són les regles del programa, pláticas amb estudiants que han prèviament realitzat un intercanvi i informació sobre què s'ha de fer abans de sortir del país. També els estudiants han d'aprendre com fer presentacions sobre el seu país o regió d'origen, que generalment tindran després que mostrar al seu Club Rotario amfitrió després de la seva entrada. Els intercambistas que es trobin com convidats al país poden també prendre part d'aquestes reunions.
Les regles a seguir poden variar lleugerament, però les "sis des" (Six D's) s'apliquen per tots els intercambistes sense importar el seu país de procedència. Aquestes "sis des" són les quatre regles més importants del Programa d'Intercanvi de Joves:
- # No driving - No conduir
- # No drinking - No ingerir begudes alcohòliques
- # No dating - No tenir relacions amoroses
- # No drugs - No usar drogues
- # No tatoos and piecings- No tatuatges i pírcings
- # No piracy- No pirateria

Si algun estudiant trenca qualsevol d'aquestes regles, pot ser expulsat del programa.

-Algunes altres regles molt comunes són no fumar, no fer-se perforacions ni tatuatges o no endeutar-se.

## Terminologia
Els estudiants triats però que encara no comencen el seu intercanvi són coneguts com a "outbounds", aquells que es troben al seu país amfitrió es coneixen com a "inbounds", i els intercambistas que en acabar el seu intercanvi tornen al seu país d'origen són anomenats "rebounds" o "ROTEX" (REX en alguns països). També pot haver-hi alguns que se'ls coneix com "jo-jo's": estudiants que han estat dues vegades al programa. A causa de l'arribada de molts estudiants de l'hemisferi sud al gener i de l'hemisferi nord a l'agost, pot haver-hi un grup d'estudiants avançats o endarrerits mig any a comparació dels altres. A aquests se'ls refereix amb els termes no oficials 'oldies' i 'newies', respectativamente. Això pot ser útil per orientar als nouvinguts en la seva vida com a estudiants d'intercanvi.